# فینال جام حذفی فوتبال انگلستان ۱۹۵۳
فینال جام حذفی فوتبال انگلستان ۱۹۵۳، رقابت پایانی جام حذفی فوتبال انگلستان در سال ۱۹۵۳ میلادی است که مابین دو تیم باشگاه فوتبال بلکپول و باشگاه فوتبال بولتون در ورزشگاه ومبلی لندن برگزار شده‌است.
این مسابقه که در تاریخ ۲ مه ۱۹۵۳ انجام شده‌است با نتیجه ۴ بر ۳ به سود تیم باشگاه فوتبال بلکپول به پایان رسید.